# William Quantrill
William Clarke Quantrill (31 de julio de 1837 - 6 de junio de 1865) fue jefe de una banda de guerrillas pro confederadas durante la guerra civil de los Estados Unidos. Es conocido por la masacre de Lawrence (Kansas, 1863), acción que causó una de las mayores cifras de muertos civiles de la guerra.

## Inicios
Nació en Dover, Ohio, en 1837, hijo de Thomas Henry Quantrill y de Caroline Clark. Ambos eran maestros de escuela, lo que permitió a William obtener una buena educación para la época y convertirse así también en profesor al terminar sus estudios. Trabajó como tal en Dover, en Illinois y en Indiana. Se trasladó a Utah junto al ejército federal, en 1858, donde aprendió las artes de tahúr profesional, cuestión mucho más lucrativa que su labor como profesor. En 1859 se mudó a Lawrence, Kansas, donde se desempeñó tanto como tahúr, profesor y cocinero, pero luego que se levantaran cargos en su contra por homicidio y robo de caballos, huyó a Missouri.

## Jefe de guerrillas
Tras estallar la guerra, Quantrill se unió al ejército confederado, aunque su falta de disposición hacia la disciplina que imponía la vida militar lo motivó a formar su propio grupo de guerrilleros, que lucharían por su propia cuenta, banda que sería conocida como "los acosadores de Quantrill" hacia fines de 1861. Este grupo se inició con una fuerza no superior a una docena de hombres, con los que Quantrill ejecutó acciones de acoso desde Missouri en el territorio de Kansas, hostigó a los soldados de la Unión, saqueó diversos pueblos, robó transportes de correo y atacó civiles unionistas. Ocasionalmente se enfrentó a guerrilleros unionistas que provenientes de Kansas atacaban en Missouri. El mando federal proclamó a Quantrill como forajido, en tanto que la Confederación le otorgó oficialmente el rango de capitán. Pronto se transformó para sus oponentes en un sanguinario asesino, en tanto que para sus partidarios era un héroe de espíritu libre.

## Masacre de Lawrence
El hecho más significativo en la carrera de guerrillero de Quantrill, la masacre de Lawrence, ocurrió el 21 de agosto de 1863. Lawrence había sido considerado durante años el bastión de las fuerzas antiesclavistas en Kansas; era también el hogar de James H. Lane, un senador odiado en Missouri por sus puntos de vista contra la esclavitud. En las semanas inmediatamente anteriores al ataque, el general de la Unión Thomas Ewing Jr. había ordenado la detención de cualquier ciudadano que hubiera prestado ayuda a los jinetes de Quantrill. Algunas mujeres, parientes de los guerrilleros, habían sido trasladadas a la cárcel en Kansas City, Missouri, cuyo edificio se derrumbó el 14 de agosto matando a cuatro de ellas. Los partidarios de Quantrill sostuvieron que el colapso de la cárcel había sido un ataque deliberado y esta creencia los indujo a tomar sangrienta venganza. Muchos historiadores, sin embargo, piensan que Quantrill había planeado el ataque a Lawrence mucho antes de que ocurriera el derrumbe de la cárcel.
Al amanecer del 21 de agosto, Quantrill descendió desde los montes cercanos hacia el pueblo y atacó con una fuerza estimada entre 200 y 450 jinetes. Aunque el senador Lane, uno de los principales blancos del ataque, alcanzó a huir a través de un campo de maíz en ropa de dormir, los guerrilleros mataron a una cantidad estimada de 200 hombres y niños, arrastrando a muchos desde sus hogares para matarlos frente a sus familias. Cuando Quantrill dejó el lugar, alrededor de las nueve de la mañana, la mayor parte de los edificios de Lawrence estaba en llamas. Los atacantes saquearon indiscriminadamente, robando también el banco del pueblo. Este ataque alcanzó gran notoriedad en el norte y fue considerado una de las más espantosas atrocidades de la guerra civil.
El 25 de agosto, en venganza por el ataque, el general Ewing autorizó la Orden General No. 11. En este bando, se obligaba a la deportación de todos los habitantes de tres condados y medio de Missouri contiguos a la frontera de Kansas (con la excepción de algunos pueblos específicamente designados), obligando a decenas de miles de civiles a abandonar sus hogares. Las tropas federales avanzaron luego quemando edificios y plantaciones, y matando también todo el ganado con el fin de privar a las guerrillas de alimento, refugio y apoyo. La región fue tan destruida de forma tan sistemática que pronto fue conocida como "el distrito incendiado". Quantrill y sus camaradas, sin embargo, pudieron fugarse a Texas, donde pasaron el invierno con fuerzas confederadas convencionales.

## Últimos días
En Texas, Quantrill y sus 400 hombres discutieron y su otrora gran banda se fragmentó en varias unidades pequeñas. Una de estas unidades tuvo al mando a su sanguinario teniente, William "Bloody Bill" Anderson, que solía llevar atadas las cabelleras de sus víctimas en su silla de montar. Quantrill volvió a reunirse con él brevemente en el otoño de 1864, durante los combates al norte del río Misuri. En 1865, ahora al mando de solo algunas docenas de hombres, participó en una serie de ataques en Kentucky. El 10 de mayo, Quantrill recibió un disparo en una emboscada federal y murió a causa de la herida el 6 de junio a la edad de 27 años.
Sin embargo, como es habitual en los casos de figuras legendarias y elusivas, proliferaron luego pintorescas historias acerca de su supervivencia. Una historia apócrifa de la provincia canadiense de Columbia Británica hablaba de un ermitaño que vivía en una cabaña aislada en el norte de la isla de Vancouver, a fines del siglo XIX. Averiguaciones acerca de este ermitaño hechas en la zona por ciudadanos estadounidenses no identificados, los condujeron hacia él y lo asesinaron arguyendo que se trataba nada menos que de William Quantrill, a quien habían rastreado con el objeto de vengar la muerte de algunos de sus antiguos camaradas.

## Posteridad
Las acciones de Quantrill son motivos de controversia hasta estos días. Algunos historiadores lo consideran un oportunista y un forajido sediento de sangre, mientras que otros continúan viéndolo como un soldado romántico y un héroe popular local. Algo de su fama se traspasó a algunos de sus antiguos guerrilleros, Jesse y Frank James y Cole y Jim Younger, que a fines de la década de 1860 habían aplicado las tácticas de golpear y correr de Quantrill para el robo de bancos y ferrocarriles. La sociedad William Clarke Quantrill continúa investigando y recordando su vida y acciones.